# Gallicolumba norfolciensis
Espèce
Statut de conservation UICN

 EX  : Éteint
Gallicolumba norfolciensis est une possible espèce éteinte d'oiseaux de la famille des Columbidae ; toutefois elle n'est reconnue par aucune des principales autorités taxinomiques. Le Congrès ornithologique international l'a reconnue dans ses versions 3.1 à 4.3 (2013-2014) avant de la supprimer en attendant confirmation par de nouvelles études scientifiques.

## Répartition
Cette espèce était endémique de l'île Norfolk.